# Вайла
Ва́йла (эст. Vaila) — деревня на севере Эстонии в волости Харку, уезд Харьюмаа. В деревне проживают 79 человек (2007 год).